# ニカ・マルコヴィッチ
ニカ・マルコヴィッチ（Nika Markovič、1997年5月5日 - ）は、スロベニアの女子バレーボール選手。スロベニア代表。

## 来歴

### クラブチーム
ブラスロフチェ出身。2012年、Visit Braslovčeへ入団。同チームでは4年間プレーした。2016年、アメリカ合衆国のピッツバーグ大学へ進学。NCAA女子バレーボール選手権に出場した。卒業後の2020年、スロベニアのSIP Šempeterへ加入し、2020/21シーズンのスロベニア国内リーグでは3位となった。2021年6月、フランスのVandœuvre Nancy Volley-Ballへ移籍し、2年間プレーした。2023年6月、同チームからの退団が発表され、同年7月、ルーマニアのRapid Bucureștiと契約し、2023/24シーズンのルーマニアリーグでは3位となった。2024年6月、日本のSV.LEAGUEの埼玉上尾メディックスへの入団が発表され、2024/25シーズンのSV.LEAGUEに出場し5位となった。2025年4月に退団が発表された。

### 代表チーム
アンダーカテゴリーの代表として2013年、U-18欧州選手権に出場した。2014年、U-19欧州選手権では銀メダルを獲得した。2021年、シニア代表に初選出され、ヨーロッパシルバーリーグに出場した。2024年、代表復帰し、ヨーロッパゴールデンリーグに出場した。

## 所属クラブ
- Visit Braslovče（2012-2016年）
- ピッツバーグ大学（2016-2020年）
- SIP Šempeter（2020-2021年）
- Vandœuvre Nancy Volley-Ball（2021-2023年）
- Rapid București（2023-2024年）
- 埼玉上尾メディックス（2024-2025年）